# Nissan Figaro
El Nissan Figaro es un automóvil descapotable de dos puertas con estilo retro fabricado por Nissan que originalmente se vendió sólo en Japón en los Nissan Cherry Stores.

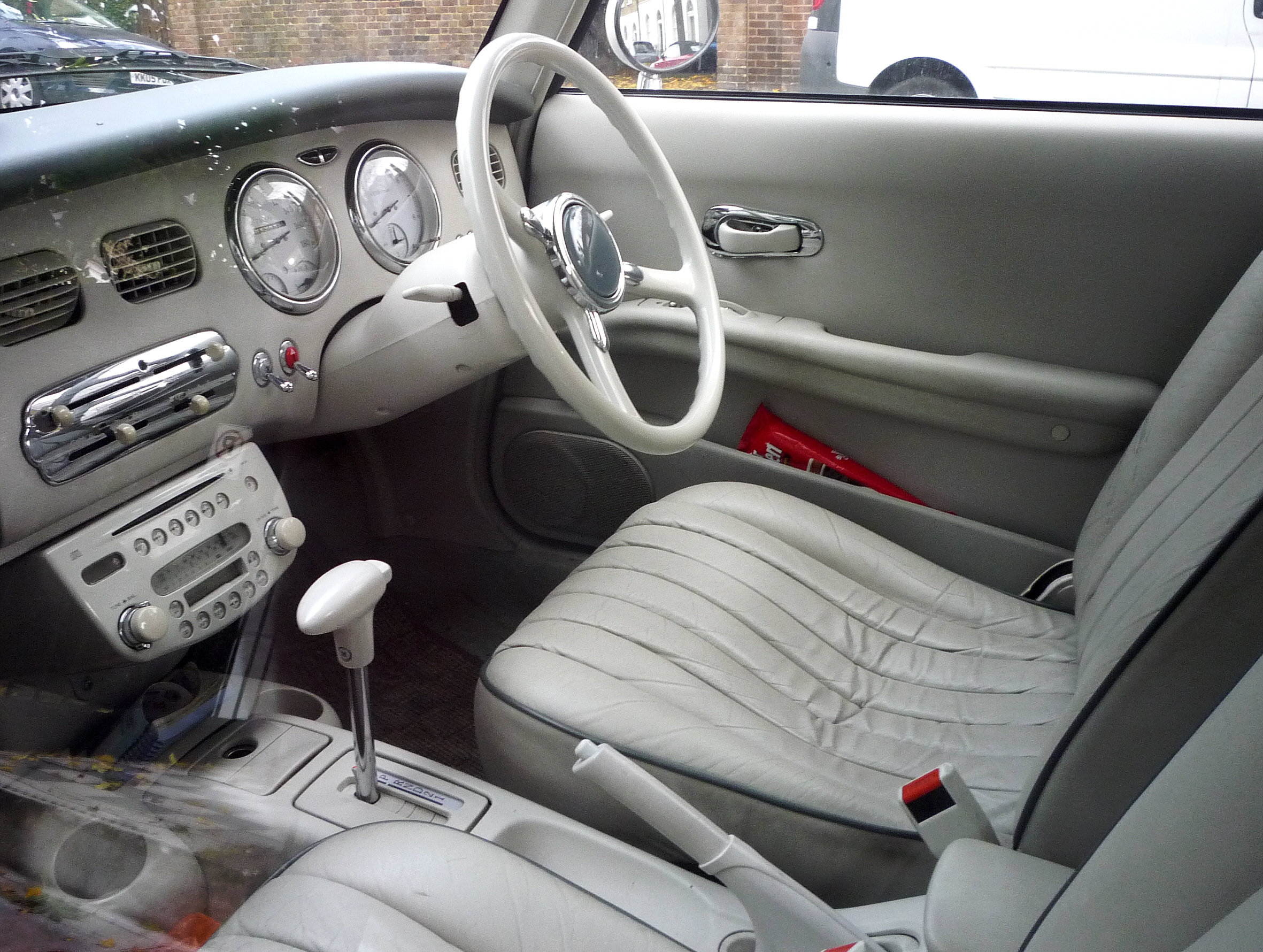
Interior del Nissan Figaro.

Su apariencia retro se inspiró principalmente del Datsun Roadster de 1935 y la moda Art-Deco de los años 1930. Sin embargo, su fabricación es reciente, entre 1991 y 1995.

## Visión general

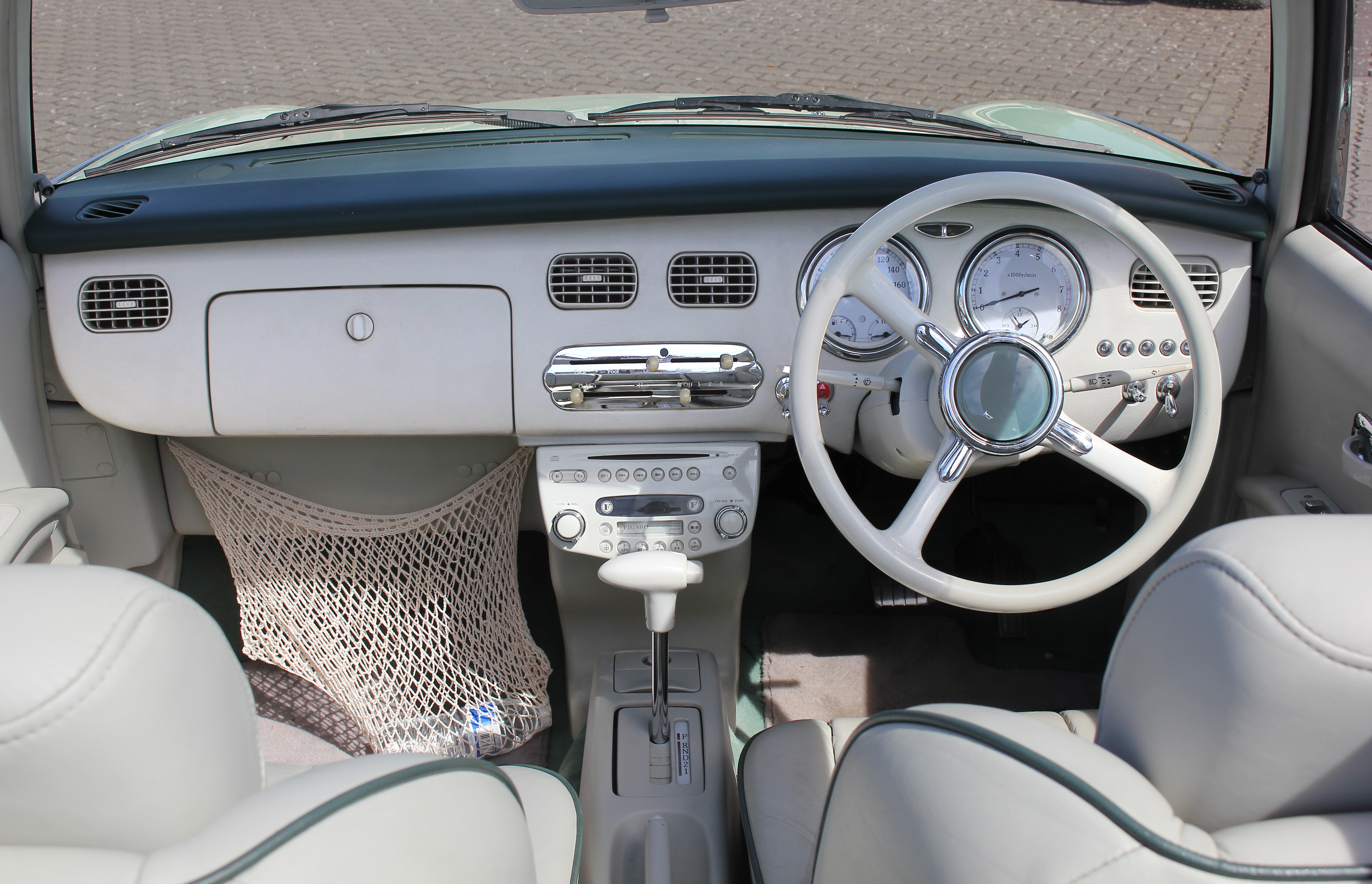
Nissan Figaro, Bj. 1991.

El Figaro fue presentado en el Salón del Automóvil de Tokio de 1989 bajo el eslogan "Vuelta al futuro". Fue construido por un grupo especial de proyectos de Nissan que se denomina "Pike Factory" (Fábrica Pike), que también estuvo a cargo de otros modelos como el Be-1, el Pao y el S-Cargo. Debido a los orígenes de estos 4 automóviles, suelen ser conocidos como Nissan  "Pike cars" (Autos Pike). 
Sólo cuatro colores estaban disponibles: topacio niebla, verde esmeralda, azul pálido y gris lápiz. Cada color representaba una estación del año: la primavera, el verano, el otoño y el invierno. Cuando se lanzó el vehículo hubo muy poca demanda del color topacio, produciéndose solo 2000 unidades de este color, que para los coleccionistas son consideradas unidades raras.
El Figaro fue equipado con asientos de piel, aire acondicionado, reproductor de CD y un techo duro retráctil. Fue diseñado por Shoji Takahashi, quien ganó un premio de diseño con este modelo.
Inicialmente se planeó la producción de 8.000 unidades, que se aumentó en otras 12.000 para satisfacer la demanda, que fue tan alta en un principio que obligó a adjudicar las primeras unidades por sorteo entre los compradores interesados. Hubo una edición limitada de automóviles que se entregaron con guanteras laterales y porta-bebidas. Estos pocos cientos de unidades son muy cotizadas en el mercado de subastas de segunda mano.
Aunque el automóvil fue originalmente diseñado y vendido únicamente en Japón, ha alcanzado mucha popularidad entre los conductores del Reino Unido, Irlanda y en otras partes del mundo, donde existe una red de especialistas en la reventa de este automóvil, así como en la venta de repuestos y servicios de mantenimiento para los mismos.

## Especificaciones
El Figaro está desarrollado sobre la base K10 del Nissan Micra, también conocido como March, y cuenta con un motor de gasolina MA10ET turboalimentado de 1.0 L (987 cc) I4 y una transmisión automática de tres velocidades.